# Disasterina
Genre
Disasterina est un genre d'étoiles de mer de la famille des Asteriidae.

## Liste des espèces
Selon World Register of Marine Species (14 janvier 2015) :
- Disasterina abnormalis Perrier, 1875
- Disasterina akajimaensis Saba, Iwao & Fujita, 2012
- Disasterina ceylanica Döderlein, 1888
- Disasterina longispina (H.L. Clark, 1938)
- Disasterina odontacantha Liao, 1980
- Disasterina spinosa Koehler, 1910

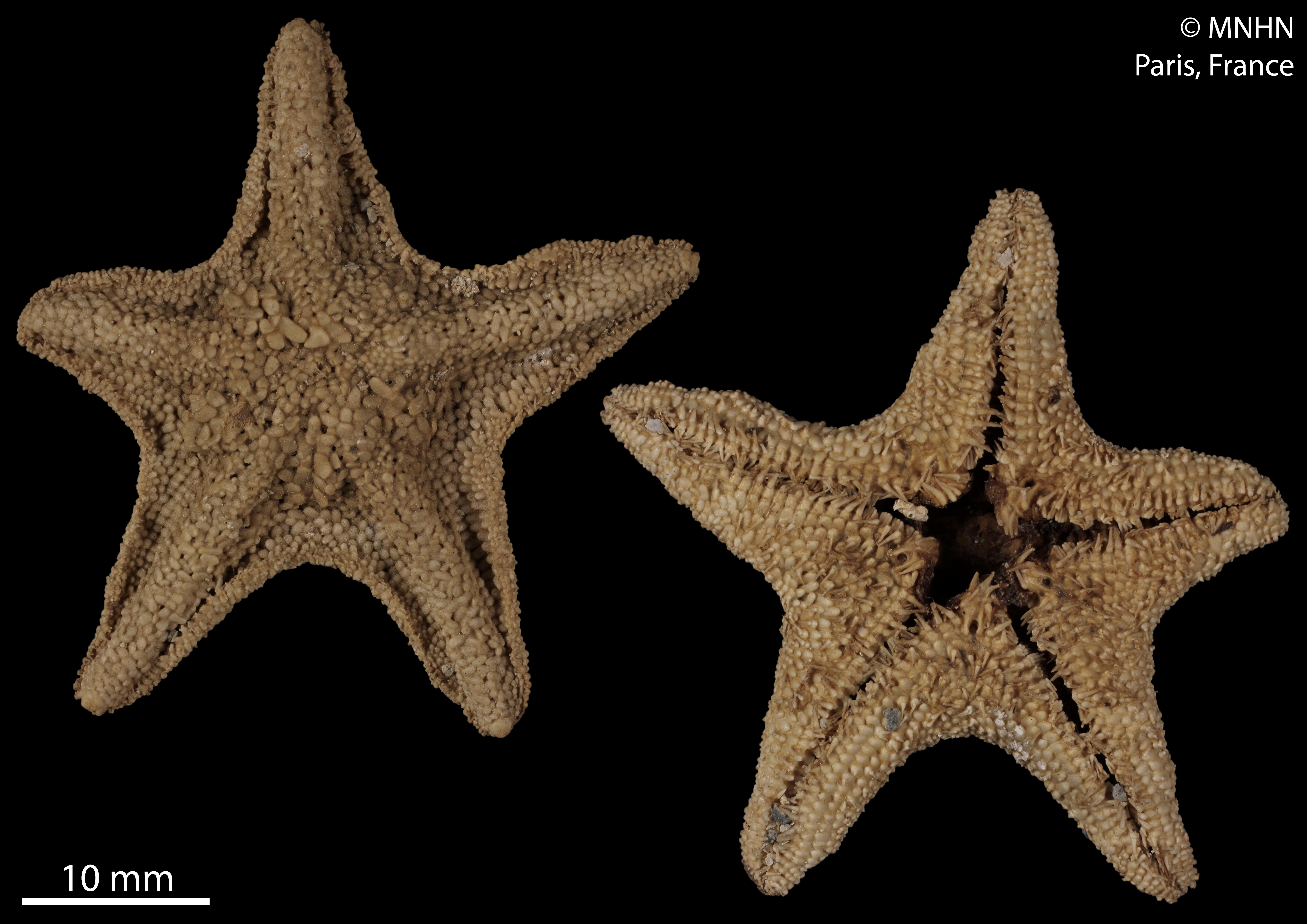
Disasterina abnormalis (MNHN).
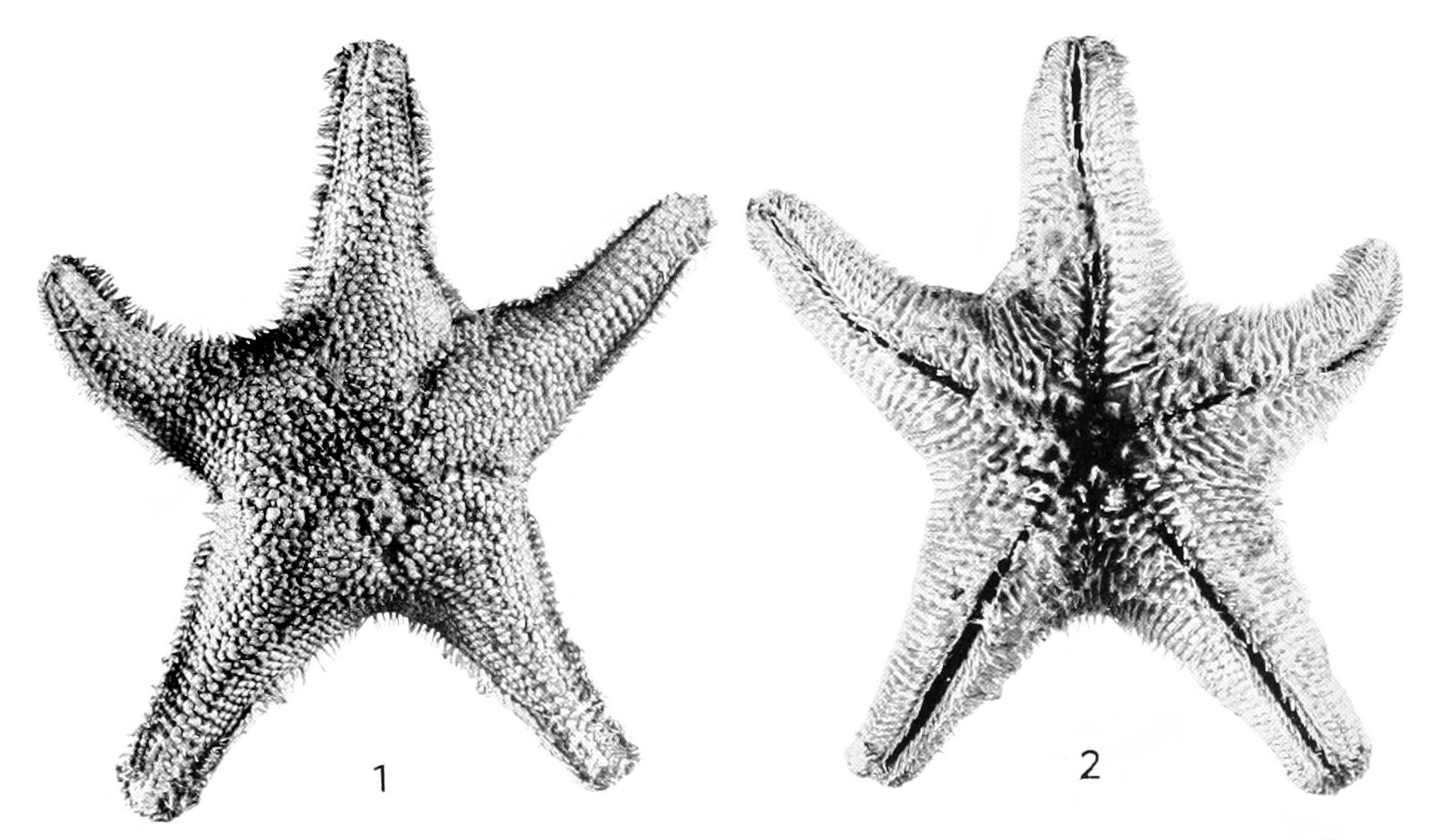
Disasterina longispina.

## Référence taxonomique
- (en) WoRMS : Disasterina Perrier, 1875 (+ liste espèces)
- (en) Catalogue of Life : Disasterina Perrier, 1875 (consulté le 10 avril 2023)